# Shemar Moore
Shemar Franklin Moore (Oakland, 20 aprile 1970) è un attore e modello statunitense.

## Biografia
Figlio di madre originaria dei Paesi Bassi e padre afroamericano. Da bambino ha vissuto assieme alla madre in Danimarca per poi tornare negli Stati Uniti, più precisamente in California dove è nato.
Moore diventa famoso per il ruolo di Malcolm Winters nella soap opera Febbre d'amore, ruolo che interpreta dal 1994 al 2002 per poi riprendere il personaggio dal 2004 al 2005.
Nel 2002 partecipa alla serie televisiva Birds of Prey, nel ruolo del detective Jesse Reese. Per il cinema ha lavorato nel film del 2004 Labirinto d'inganni e nel suo sequel del 2007 Labirinto d'inganni 2, inoltre ha recitato al fianco di Kelly Rowland nella commedia romantica The Seat Filler.
Dal 2005 interpreta il ruolo dell'agente speciale Derek Morgan nella serie televisiva poliziesca Criminal Minds. Nel 2016 esce di scena nel diciottesimo episodio dell'undicesima stagione. Dal 2017 è il protagonista della serie televisiva poliziesca S.W.A.T., nella quale interpreta il ruolo del sergente Daniel "Hondo" Harrelson.

## Vita privata
Ha avuto una relazione con la cantante Toni Braxton, dopo essere apparso nel suo videoclip del 1994 How Many Ways, e anche una breve relazione con Halle Berry. Nel giugno del 2007 è stato arrestato per guida in stato di ebbrezza. Sempre nello stesso anno è stato fotografato completamente nudo in una spiaggia gay; alla luce degli avvenimenti è stata messa in dubbio la sua eterosessualità, tanto che l'attore ha dovuto dichiarare di non essere gay. Le voci su una sua presunta bisessualità sono proseguite nel corso degli anni nonostante il matrimonio con Jesiree Dizon e la nascita della primogenita Frankie.

## Filmografia

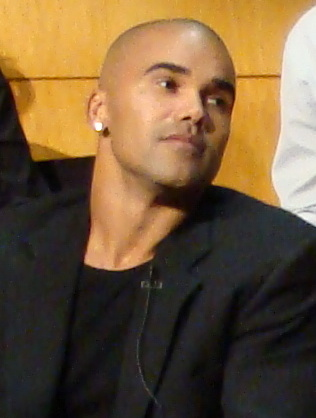
Al Paley per il Criminal Minds

### Cinema
- Hav Plenty, regia di Christopher Scott Cherot (1997)
- Butter, regia di Peter Gathings Bunche (1998)
- The Brothers, regia di Gary Hardwick (2001)
- Motives, regia di Craig Ross Jr. (2004)
- Greener, regia di Steven Anderson (2004)
- The Seat Filler, regia di Nick Castle (2005)
- Amori e sparatorie (Diary of a Mad Black Woman), regia di Darren Grant (2005)
- The Bounce Back, regia di Youssef Delara (2016)
- Sonic 2 - Il film (Sonic the Hedgehog 2), regia di Jeff Fowler (2022)
- Sonic 3 - Il film (Sonic the Hedgehog 3), regia di Jeff Fowler (2024)

### Televisione
- Febbre d'amore (The Young and the Restless) – serial TV, 435 puntate (1994-2019)
- Birds of Prey – serie TV, 13 episodi (2002-2003)
- Reversible Errors - Falsa accusa (Reversible Errors), regia di Mike Robe – film TV (2004)
- Criminal Minds – serie TV, 252 episodi (2005-2017)
- S.W.A.T. – serie TV, 128 episodi (2017-2025)

## Doppiatori italiani
Nelle versioni in italiano delle opere in cui ha recitato, Shemar Moore è stato doppiato da:
- Simone Mori in Criminal Minds, S.W.A.T.
- Andrea Lavagnino in Sonic 2 - Il film,  Sonic 3 - Il film
- Donato Sbodio in Febbre d'amore (1ª voce)
- Lorenzo Scattorin in Febbre d'amore (2ª voce)
- Fabio Boccanera in Birds of Prey
- Fabrizio Vidale in Reversible Errors - Falsa accusa